# Ромарио
Ромарио де Соуза Фария (на португалски: Romário de Souza Faria, изговаря се по-близко до Рума̀риу джи Соуза Фария) е бразилски футболист, нападател, бивш национал. Роден е на 29 януари 1966 г. в Рио де Жанейро, Бразилия). През 1994 г. печели световната титла по футбол с Бразилия, като получава Златната топка като най-добър футболист на първенството и е избран за най-добър футболист на годината в света на ФИФА. Той става пети в интернет анкетата на ФИФА Играч на века през 1999 г., избран е в отбора на Световното първенство през 2002 г. и е посочен в списъка ФИФА 100 на най-великите живи играчи в света през 2004 г.

## Биография
Започва своята кариера в бразилския клуб Вашко да Гама, обаче още в младежка възраст придобива скандална репутация, когато го изключват от бразилския национален отбор за юношеското световно първенство за нарушение на режима.
След блестящо представяне на олимпийските игри в Сеул през 1988 г., Ромарио преминава в ПСВ Айндховен. Там постоянно има сериозни разногласия с треньорите и съотборниците си, което не му пречи да вкара 98 гола за пет сезона в Холандския шампионат.
През лятото на 1993 г. Барселона купува Ромарио за 4,5 милиона долара. Там се сприятелява с Христо Стоичков, с когото образува най-силния нападателен тандем в света по това време.
На световното първенство през 1994 г. Ромарио вкарва пет важни гола, към които добавя още един при изпълнението на дузпите във финала с Италия. Награден е със Златната топка за най-добър играч и е включен в идеалния отбор на първенството.
След световното през 1994 той се връща в Бразилия, а след това заминава отново за Испания, което му пречи да се реализира в националния отбор, където се завръща чак през 1997. Травма му попречва да играе на световното през 1998.
След това Ромарио се завръща отново в Бразилия. През 2005 г., на 39 години той отново става голмайстор на бразилското първенство. През 2006 г. преминава в американския Маями.
През 2007 41-годишния нападател се завръща във Вашко да Гама където на 21 май 2007 вкарва своя 1000-ен гол в кариерата си. Постижението се смята за неофициално, тъй като в това число са включени голове от юношески, приятелски и неофициални мачове. Въпреки поздравленията от ФИФА за постижението му, същата организация заявява, че това е 929-ият му гол, като професионален състезател. Постижението му все пак е сравнимо с това на Пеле, който има 1281 гола, като професионален състезател. Съществуват още няколко играчи (например Артур Фриденрайх и Франц Биндер), които могат да претендират за подобен род успех.

## Достижения
- Сребърен медалист на Олимпийски игри: 1988
- Победител в Копа Америка: 1989, 1997
- Световен шампион 1994
- Победител в Купа на конфедерациите: 1997
- Шампион на Холандия: 1989, 1991, 1992
- Шампион на Испания: 1994
- Победител в Копа Меркосур: 2000
- Шампион на Бразилия: 2000
- Носител на холандската купа: 1989, 1990
- Златна топка за най-добър футболист на световното първенство през 1994
- Най-добър футболист в света за 1994 г.
- 4-кратен шампион на Кампеонато Кариока
- Бронзов медалист на световното по плажен футбол: 2005
- Най-добър футболист на Южна Америка: 2000

| Отбор                      | Голове | Мачове | Средно |
| Вашко да Гама              | 324    | 408    | 0,79   |
| ПСВ Айндховен              | 165    | 163    | 1,01   |
| Барселона                  | 53     | 84     | 0,63   |
| Фламенго                   | 204    | 240    | 0,85   |
| Валенсия                   | 14     | 21     | 0,67   |
| Флуминензе                 | 48     | 77     | 0,62   |
| Ал Сад                     | 0      | 3      | 0      |
| Маями                      | 22     | 29     | 0,76   |
| Аделаида Юнайтед           | 1      | 4      | 0,25   |
| Бразилия                   | 56     | 74     | 0,76   |
| Бразилски олимпийски отбор | 15     | 11     | 1,36   |
| Юноши                      | 77     | 127    | 0,61   |
| Други                      | 21     | 13     | 1,61   |
| Общо                       | 1000   | 1254   | 0,79   |